# Китай на зимових Олімпійських іграх 2006
Китай на зимових Олімпійських іграх 2006 у Турині представляли 76 спортсменів у 9 видах спорту. Прапороносцем на церемонії відкриття Олімпіади стала шорт-трековичка Ян Ян.
Китайська Народна Республіка увосьме взяла участь в зимовій Олімпіаді. Китайські спортсмени здобули 11 медалей: дві золоті, чотири срібних та п'ять бронзових. У неофіційному медальному заліку китайська команда зайняла 14-е місце.

## Медалісти
| Медалі | Спортсмени          | Вид спорту          | Дисципліна             | Дата      |
| ------ | ------------------- | ------------------- | ---------------------- | --------- |
| Золото | Ван Мен             | шорт-трек           | 500 метрів (жінки)     | 15 лютого |
| Золото | Хань Сяопен         | фристайл            | акробатика (чоловіки)  | 23 лютого |
| Срібло | Чжан Дань Чжан Хао  | фігурне катання     | пари                   | 13 лютого |
| Срібло | Ван Маньлі          | ковзанярський спорт | 500 метрів (жінки)     | 14 лютого |
| Срібло | Лі Ніна             | фристайл            | акробатика (жінки)     | 22 лютого |
| Срібло | Ван Мен             | шорт-трек           | 1000 метрів (жінки)    | 25 лютого |
| Бронза | Лі Цзяцзюнь         | шорт-трек           | 1500 метрів (чоловіки) | 12 лютого |
| Бронза | Шень Сюе Чжао Хунбо | фігурне катання     | пари                   | 13 лютого |
| Бронза | Жень Гуей           | ковзанярський спорт | 500 метрів (жінки)     | 14 лютого |
| Бронза | Ван Мен             | шорт-трек           | 1500 метрів (жінки)    | 18 лютого |
| Бронза | Ян Ян (A)           | шорт-трек           | 1000 метрів (жінки)    | 25 лютого |

## Спортсмени
| Вид спорту          | Чоловіки | Жінки | Всього |
| ------------------- | -------- | ----- | ------ |
| Біатлон             | 1        | 5     | 6      |
| Гірськолижний спорт | 1        | 1     | 2      |
| Ковзанярський спорт | 7        | 8     | 15     |
| Лижні перегони      | 9        | 9     | 18     |
| Сноубординг         | 0        | 2     | 2      |
| Стрибки з трампліна | 4        | 0     | 4      |
| Фігурне катання     | 5        | 4     | 9      |
| Фристайл            | 4        | 4     | 8      |
| Шорт-трек           | 4        | 4     | 8      |
| Всього              | 35       | 41    | 76     |

## Біатлон
| Спортсмен                             | Дисципліна                      | Час           | Промахи       | Місце         |
| ------------------------------------- | ------------------------------- | ------------- | ------------- | ------------- |
| Гоу Юся                               | спринт (жінки)                  | 25:25.8       | 5             | 54            |
| Гоу Юся                               | гонка переслідування (жінки)    | не стартувала | не стартувала | не стартувала |
| Гоу Юся                               | мас-старт (жінки)               | 45:40.1       | 10            | 28            |
| Гоу Юся                               | індивідуальна гонка (жінки)     | 58:35.7       | 9             | 58            |
| Кун Їнчао                             | спринт (жінки)                  | 24:07.0       | 1             | 24            |
| Кун Їнчао                             | гонка переслідування (жінки)    | 40:41.9       | 4             | 17            |
| Кун Їнчао                             | мас-старт (жінки)               | 44:45.0       | 3             | 23            |
| Кун Їнчао                             | індивідуальна гонка (жінки)     | 54:03.5       | 3             | 25            |
| Лю Сяньїн                             | спринт (жінки)                  | 23:17.5       | 1             | 11            |
| Лю Сяньїн                             | гонка переслідування (жінки)    | 39:25.3       | 4             | 9             |
| Лю Сяньїн                             | мас-старт (жінки)               | 41:57.2       | 2             | 7             |
| Лю Сяньїн                             | індивідуальна гонка (жінки)     | 53:55.6       | 5             | 23            |
| Сунь Жибо                             | спринт (жінки)                  | 23:57.6       | 2             | 21            |
| Сунь Жибо                             | гонка переслідування (жінки)    | 41:28.8       | 9             | 22            |
| Сунь Жибо                             | мас-старт (жінки)               | 44:29.3       | 7             | 22            |
| Їнь Цяо                               | індивідуальна гонка (жінки)     | 55:06.2       | 4             | 31            |
| Чжан Чен'є                            | спринт (чоловіки)               | 27:50.9       | 3             | 17            |
| Чжан Чен'є                            | гонка переслідування (чоловіки) | 39:04.7       | 10            | 34            |
| Чжан Чен'є                            | індивідуальна гонка (чоловіки)  | 1:00:49.1     | 7             | 50            |
| Кун Їнчао Сунь Жибо Лю Сяньїн Їнь Цяо | естафета (жінки)                | 1:21:43.7     | 2+13          | 9             |

## Гірськолижний спорт
| Спортсмен    | Дисципліна                    | Фінал   | Фінал        | Фінал        | Фінал        | Фінал        |
| Спортсмен    | Дисципліна                    | Спуск 1 | Спуск 2      | Спуск 3      | Разом        | Місце        |
| ------------ | ----------------------------- | ------- | ------------ | ------------ | ------------ | ------------ |
| Дун Цзіньчжи | гігантський слалом (жінки)    | 1:11.61 | 1:24.11      | n/a          | 2:35.72      | 38           |
| Дун Цзіньчжи | слалом (жінки)                | 55.40   | 58.66        | n/a          | 1:54.06      | 50           |
| Лі Гуансю    | гігантський слалом (чоловіки) | 1:32.63 | 1:35.44      | n/a          | 3:08.07      | 40           |
| Лі Гуансю    | слалом (чоловіки)             | 1:08.84 | не фінішував | не фінішував | не фінішував | не фінішував |

## Ковзанярський спорт
| Дистанція   | Спортсмен         | Заїзд 1 | Заїзд 1 | Фінал         | Фінал         |
| Дистанція   | Спортсмен         | Час     | Місце   | Час           | Місце         |
| ----------- | ----------------- | ------- | ------- | ------------- | ------------- |
| Ан Вейцзян  | 500 м (чоловіки)  | 35.89   | 35.67   | 1:11.56       | 19            |
| Ан Вейцзян  | 1000 м (чоловіки) | n/a     | n/a     | 1:11.80       | 33            |
| Гао Сюефен  | 1500 м (чоловіки) | n/a     | n/a     | 1:49.91       | 30            |
| Гао Сюефен  | 5000 м (чоловіки) | n/a     | n/a     | 6:44.78       | 25            |
| Лі Чан'юй   | 1500 м (чоловіки) | n/a     | n/a     | 1:53.32       | 40            |
| Лі Ю        | 500 м (чоловіки)  | 36.57   | 36.56   | 1:13.13       | 33            |
| Лу Чжо      | 500 м (чоловіки)  | 36.39   | 35.96   | 1:12.35       | 28            |
| Лу Чжо      | 1000 м (чоловіки) | n/a     | n/a     | 1:12.69       | 38            |
| Ю Фентун    | 500 м (чоловіки)  | 35.39   | 35.29   | 1:10.68       | 5             |
| Ю Фентун    | 1000 м (чоловіки) | n/a     | n/a     | 1:11.90       | 34            |
| Чжан Чжунці | 1000 м (чоловіки) | n/a     | n/a     | 1:12.29       | 35            |
| Цзі Цзя     | 1500 м (жінки)    | n/a     | n/a     | 2:01.85       | 22            |
| Цзі Цзя     | 3000 м (жінки)    | n/a     | n/a     | 4:21.06       | 25            |
| Жень Гуей   | 500 м (жінки)     | 38.60   | 38.27   | 1:16.87       |               |
| Жень Гуей   | 1000 м (жінки)    | n/a     | n/a     | не фінішувала | не фінішувала |
| Ван Бейсін  | 500 м (жінки)     | 38.71   | 38.56   | 1:17.27       | 7             |
| Ван Бейсін  | 1000 м (жінки)    | n/a     | n/a     | 1:19.03       | 29            |
| Ван Фей     | 1500 м (жінки)    | n/a     | n/a     | 2:00.13       | 12            |
| Ван Фей     | 3000 м (жінки)    | n/a     | n/a     | 4:10.55       | 12            |
| Ван Фей     | 5000 м (жінки)    | n/a     | n/a     | 7:22.90       | 15            |
| Ван Маньлі  | 500 м (жінки)     | 38.31   | 38.47   | 1:16.78       |               |
| Ван Маньлі  | 1500 м (жінки)    | n/a     | n/a     | 1:17.90       | 20            |
| Сін Айхуа   | 500 м (жінки)     | 39.20   | 39.15   | 1:18.35       | 13            |
| Чжан Шуан   | 1000 м (жінки)    | n/a     | n/a     | 1:19.91       | 31            |
| Чжан Сяолей | 1500 м (жінки)    | n/a     | n/a     | 2:05.75       | 34            |

Командна гонка переслідування
| Спортсмени                  | Дисципліна | Посів   | Посів | Чвертьфінал           | Півфінал     | Фінал                                     | Фінал |
| Спортсмени                  | Дисципліна | Час     | Місце | Суперник Час          | Суперник Час | Суперник Час                              | Місце |
| --------------------------- | ---------- | ------- | ----- | --------------------- | ------------ | ----------------------------------------- | ----- |
| Цзі Цзя Ван Фей Чжан Сяолей | жінки      | 3:18.24 | 8     | Росія (1) · L 3:08.29 | не пройшли   | за сьоме місце · Норвегія (2) · L 3:06.91 | 8     |

## Лижні перегони
| Спортсмен                               | Дисципліна                        | Фінал         | Фінал         |
| Спортсмен                               | Дисципліна                        | Час           | Місце         |
| --------------------------------------- | --------------------------------- | ------------- | ------------- |
| Хань Давей                              | 30 км скіатлон (чоловіки)         | не фінішував  | не фінішував  |
| Лі Гелян                                | 15 км класичним стилем (чоловіки) | 43:14.7       | 62            |
| Лі Гелян                                | 50 км вільним стилем (чоловіки)   | 2:10:36.9     | 48            |
| Лі Чжигуан                              | 30 км скіатлон (чоловіки)         | не фінішував  | не фінішував  |
| Жень Лун                                | 30 км скіатлон (чоловіки)         | 1:26:26.4     | 62            |
| Жень Лун                                | 50 км вільним стилем (чоловіки)   | 2:16:15.0     | 63            |
| Тянь Є                                  | 15 км класичним стилем (чоловіки) | 43:32.2       | 64            |
| Ван Сонтао                              | 15 км класичним стилем (чоловіки) | 44:12.2       | 70            |
| Ся Вань                                 | 15 км класичним стилем (чоловіки) | 41:48.0       | 49            |
| Ся Вань                                 | 30 км скіатлон (чоловіки)         | 1:22:31.7     | 51            |
| Ся Вань                                 | 50 км вільним стилем (чоловіки)   | не фінішував  | не фінішував  |
| Чжен Цін                                | 50 км вільним стилем (чоловіки)   | 2:12:13.0     | 53            |
| Ся Вань Лі Чжигуан Чжан Чен'є Чжан Цін  | естафета 4×10 км (чоловіки)       | 1:50:40.5     | 15            |
| Гуо Лі                                  | 10 км класичним стилем (жінки)    | 31:58.7       | 55            |
| Гуо Лі                                  | 30 км вільним стилем (жінки)      | 1:32:28.8     | 46            |
| Цзян Чуньлі                             | 10 км класичним стилем (жінки)    | 32:22.1       | 58            |
| Лі Гунсюе                               | 10 км класичним стилем (жінки)    | 30:33.9       | 36            |
| Лі Гунсюе                               | 15 км скіатлон (жінки)            | 45:56.4       | 27            |
| Лі Гунсюе                               | 30 км вільним стилем (жінки)      | 1:28:49.8     | 33            |
| Лю Юаньюань                             | 15 км скіатлон (жінки)            | 46:18.5       | 32            |
| Лю Юаньюань                             | 30 км вільним стилем (жінки)      | 1:32:00.9     | 45            |
| Мань Даньдань                           | 30 км вільним стилем (жінки)      | не фінішувала | не фінішувала |
| Ван Чуньлі                              | 10 км класичним стилем (жінки)    | 29:34.6       | 18            |
| Ван Чуньлі                              | 15 км скіатлон (жінки)            | 45:09.6       | 21            |
| Сюй Їнгуей                              | 15 км скіатлон (жінки)            | 49:47.3       | 58            |
| Ван Чуньлі Лі Гунсюе Лю Юаньюань Сун Бо | естафета 4×5 км (жінки)           | 58:42.5       | 16            |

Спринт
| Спортсмен              | Дисципліна                  | Кваліфікація | Кваліфікація | Чвертьфінал | Чвертьфінал | Півфінал   | Півфінал   | Фінал      | Фінал      |
| Спортсмен              | Дисципліна                  | Час          | Місце        | Час         | Місце       | Час        | Місце      | Час        | Місце      |
| ---------------------- | --------------------------- | ------------ | ------------ | ----------- | ----------- | ---------- | ---------- | ---------- | ---------- |
| Чень Хайбінь           | чоловіки                    | 2:32.01      | 70           | не пройшов  | не пройшов  | не пройшов | не пройшов | не пройшов | 70         |
| Тянь Є                 | чоловіки                    | 2:25.85      | 53           | не пройшов  | не пройшов  | не пройшов | не пройшов | не пройшов | 53         |
| Чжан Чен'є             | чоловіки                    | 2:24.18      | 48           | не пройшов  | не пройшов  | не пройшов | не пройшов | не пройшов | 48         |
| Чжан Цін               | чоловіки                    | 2:27.90      | 58           | не пройшов  | не пройшов  | не пройшов | не пройшов | не пройшов | 58         |
| Лі Гелян Тянь Є        | командний спринт (чоловіки) | n/a          | n/a          | n/a         | n/a         | 18:57.4    | 10         | не пройшли | не пройшли |
| Цзя Юпін               | жінки                       | 2:30.03      | 61           | не пройшла  | не пройшла  | не пройшла | не пройшла | не пройшла | 61         |
| Лю Лімін               | жінки                       | 2:35.76      | 65           | не пройшла  | не пройшла  | не пройшла | не пройшла | не пройшла | 65         |
| Мань Даньдань          | жінки                       | 2:25.16      | 56           | не пройшла  | не пройшла  | не пройшла | не пройшла | не пройшла | 56         |
| Сун Бо                 | жінки                       | 2:27.07      | 57           | не пройшла  | не пройшла  | не пройшла | не пройшла | не пройшла | 57         |
| Цзян Чуньлі Ван Чуньлі | командний спринт (жінки)    | n/a          | n/a          | n/a         | n/a         | 18:18.4    | 7          | не пройшли | не пройшли |

## Сноубординг
| Спортсмен   | Дисципліна      | Кваліфікація 1 | Кваліфікація 1 | Кваліфікація 2 | Кваліфікація 2 | Фінал      | Фінал      | Фінал |
| Спортсмен   | Дисципліна      | Бали           | Місце          | Бали           | Місце          | Спуск 1    | Спуск 2    | Місце |
| ----------- | --------------- | -------------- | -------------- | -------------- | -------------- | ---------- | ---------- | ----- |
| Пан Лей     | хафпайп (жінки) | 15.6           | 25             | 16.0           | 22             | не пройшла | не пройшла | 28    |
| Сунь Чжифан | хафпайп (жінки) | 11.3           | 28             | 10.2           | 25             | не пройшла | не пройшла | 31    |

## Стрибки з трампліна
| Спортсмен                                 | Дисципліна                     | Кваліфікація | Кваліфікація | Перший раунд | Перший раунд | Фінал      | Фінал      | Фінал |
| Спортсмен                                 | Дисципліна                     | Бали         | Місце        | Бали         | Місце        | Бали       | Разом      | Місце |
| ----------------------------------------- | ------------------------------ | ------------ | ------------ | ------------ | ------------ | ---------- | ---------- | ----- |
| Лі Ян                                     | нормальний трамплін (чоловіки) | 109.0        | 26 Q         | 102.5        | 44           | не пройшов | не пройшов | 44    |
| Лі Ян                                     | великий трамплін (чоловіки)    | 64.8         | 40           | не пройшов   | не пройшов   | не пройшов | не пройшов | 40    |
| Тянь Чжаньдун                             | нормальний трамплін (чоловіки) | 102.0        | 39           | не пройшов   | не пройшов   | не пройшов | не пройшов | 39    |
| Тянь Чжаньдун                             | великий трамплін (чоловіки)    | 67.4         | 38           | не пройшов   | не пройшов   | не пройшов | не пройшов | 38    |
| Лі Ян Тянь Чжаньдун Ван Цзяньсюнь Ян Гуан | командна першість (чоловіки)   | 206.1        | 16           | не пройшли   | не пройшли   | не пройшли | не пройшли | 16    |

## Фігурне катання
| Спортсмен            | Дисципліна                | Обов'язкова програма | Обов'язкова програма | Коротка програма / Оригінальний танець | Коротка програма / Оригінальний танець | Довільна програма | Довільна програма | Разом  | Разом |
| Спортсмен            | Дисципліна                | Points               | Rank                 | Points                                 | Rank                                   | Points            | Rank              | Points | Rank  |
| -------------------- | ------------------------- | -------------------- | -------------------- | -------------------------------------- | -------------------------------------- | ----------------- | ----------------- | ------ | ----- |
| Лі Ченцзян           | чоловіче одиночне катання | n/a                  | n/a                  | 60.23                                  | 21 Q                                   | 121.98            | 13                | 182.21 | 16    |
| Лю Янь               | жіноче одиночне катання   | n/a                  | n/a                  | 49.84                                  | 15 Q                                   | 95.46             | 11                | 145.30 | 11    |
| Чжан Мінь            | чоловіче одиночне катання | n/a                  | n/a                  | 67.39                                  | 11 Q                                   | 128.88            | 11                | 196.27 | 10    |
| Пан Цін, Тун Цзянь   | пари                      | n/a                  | n/a                  | 63.19                                  | 4                                      | 123.48            | 4                 | 186.67 | 4     |
| Шень Сюе, Чжао Хунбо | пари                      | n/a                  | n/a                  | 62.32                                  | 5                                      | 124.59            | 3                 | 186.91 |       |
| Чжан Дань, Чжан Хао  | пари                      | n/a                  | n/a                  | 64.72                                  | 2                                      | 125.01            | 2                 | 189.73 |       |

## Фристайл
Акробатика
| Спортсмен    | Дисципліна            | Кваліфікація | Кваліфікація | Фінал      | Фінал |
| Спортсмен    | Дисципліна            | Бали         | Місце        | Бали       | Місце |
| ------------ | --------------------- | ------------ | ------------ | ---------- | ----- |
| Гуо Сіньсінь | акробатика (жінки)    | 204.87       | 2 Q          | 174.85     | 6     |
| Лі Ніна      | акробатика (жінки)    | 188.93       | 3 Q          | 197.39     |       |
| Ван Цзяо     | акробатика (жінки)    | 160.22       | 12 Q         | 132.53     | 11    |
| Сюй Наньнань | акробатика (жінки)    | 172.01       | 7 Q          | 191.23     | 4     |
| Хань Сяопен  | акробатика (чоловіки) | 250.45       | 1 Q          | 250.77     |       |
| Лю Чжунцин   | акробатика (чоловіки) | 201.26       | 18           | не пройшов | 18    |
| Оу Сяотао    | акробатика (чоловіки) | 180.31       | 23           | не пройшов | 23    |
| Цю Сень      | акробатика (чоловіки) | 236.50       | 6 Q          | 186.56     | 11    |

## Шорт-трек
| Спортсмен                              | Дисципліна                  | Попередній заїзд | Попередній заїзд | Чвертьфінал     | Чвертьфінал     | Півфінал        | Півфінал        | Фінал            | Фінал           |
| Спортсмен                              | Дисципліна                  | Час              | Місце            | Час             | Місце           | Час             | Місце           | Час              | Місце           |
| -------------------------------------- | --------------------------- | ---------------- | ---------------- | --------------- | --------------- | --------------- | --------------- | ---------------- | --------------- |
| Чен Сяолей                             | 1500 метрів (жінки)         | 2:50.017         | 5                | не пройшла      | не пройшла      | не пройшла      | не пройшла      | не пройшла       | 27              |
| Фу Тяньюй                              | 500 метрів (жінки)          | 45.636           | 1 Q              | 44.760          | 1 Q             | 45.130          | 1 Q             | дискваліфікація  | дискваліфікація |
| Лі Гаонань                             | 500 метрів (чоловіки)       | 42.703           | 2 Q              | дискваліфікація | дискваліфікація | дискваліфікація | дискваліфікація | дискваліфікація  | дискваліфікація |
| Лі Цзяцзюнь                            | 500 метрів (чоловіки)       | 42.703           | 2 Q              | дискваліфікація | дискваліфікація | дискваліфікація | дискваліфікація | дискваліфікація  | дискваліфікація |
| Лі Цзяцзюнь                            | 1000 метрів (чоловіки)      | 42.914           | 1 Q              | 43.105          | 1 Q             | дискваліфікація | дискваліфікація | дискваліфікація  | дискваліфікація |
| Лі Цзяцзюнь                            | 1500 метрів (чоловіки)      | 2:19.631         | 2 Q              | n/a             | n/a             | 2:17.836        | 2 Q             | 2:26.005         |                 |
| Лі Є                                   | 1000 метрів (чоловіки)      | 1:27.048 OR      | 1 Q              | 1:27.078        | 2 Q             | 1:47.965        | 3 Adv           | 1:29.918         | 5               |
| Лі Є                                   | 1500 метрів (чоловіки)      | 2:27.622         | 1 Q              | n/a             | n/a             | 2:19.386        | 1 Q             | дискваліфікація  | дискваліфікація |
| Ван Мен                                | 500 метрів (жінки)          | 45.011           | 1 Q              | 45.257          | 1 Q             | 44.650          | 1 Q             | 44.345           |                 |
| Ван Мен                                | 1000 метрів (жінки)         | 1:37.161         | 1 Q              | 1:33.453        | 2 Q             | 1:31.783        | 1 Q             | 1:33.079         |                 |
| Ван Мен                                | 1500 метрів (жінки)         | 2:41.384         | 1 Q              | n/a             | n/a             | 2:27.095        | 2 Q             | 2:24.469         |                 |
| Ян Ян (A)                              | 1000 метрів (жінки)         | 1:34.878         | 1 Q              | 1:59.338        | 4 ADV           | 1:33.080        | 2 Q             | 1:33.937         |                 |
| Ян Ян (A)                              | 1500 метрів (жінки)         | 2:37.754         | 1 Q              | n/a             | n/a             | 2:23.048        | 3               | Final B 2:32.097 | 11              |
| Лі Гаонань Лі Цзяцзюнь Лі Є Суй Баоку  | естафета, 5000 м (чоловіки) | n/a              | n/a              | n/a             | n/a             | 6:55.476        | 2 Q             | 6:53.989         | 5               |
| Чен Сяолей Фу Тяньюй Ван Мен Ян Ян (A) | естафета, 3000 м (жінки)    | n/a              | n/a              | n/a             | n/a             | 4:16.739        | 1 Q             | дискваліфікація  | дискваліфікація |